# Sojuz MS-01
Sojuz MS-01 è un volo astronautico verso la Stazione Spaziale Internazionale (ISS) e parte del programma Sojuz, ed è il 130° volo con equipaggio della navetta Sojuz dal primo volo avvenuto nel 1967.
La missione trasporterà tre membri dell'equipaggio dell'Expedition 48 alla ISS. L'equipaggio sarà composto da un comandante russo, un ingegnere di volo giapponese e un ingegnere di volo statunitense.
Inizialmente programmato per il 6 giugno 2016, il lancio è stato rinviato al 7 luglio dopo aver riscontrato dei difetti nel sistema di controllo che avrebbe potuto influenzare l'attracco alla ISS.

## Equipaggio
| Ruolo               | Equipaggio                                              | Equipaggio                                              |
| ------------------- | ------------------------------------------------------- | ------------------------------------------------------- |
| Comandante          | Anatolij Ivanišin, Roscosmos Expedition 48 Secondo volo | Anatolij Ivanišin, Roscosmos Expedition 48 Secondo volo |
| Ingegnere di volo 1 | Takuya Ōnishi, JAXA Expedition 48 Primo volo            | Takuya Ōnishi, JAXA Expedition 48 Primo volo            |
| Ingegnere di volo 2 | Kathleen Rubins, NASA Expedition 48 Primo volo          | Kathleen Rubins, NASA Expedition 48 Primo volo          |

### Equipaggio di riserva
| Ruolo               | Equipaggio               | Equipaggio               |
| ------------------- | ------------------------ | ------------------------ |
| Comandante          | Oleg Novickij, Roscosmos | Oleg Novickij, Roscosmos |
| Ingegnere di volo 1 | Thomas Pesquet, ESA      | Thomas Pesquet, ESA      |
| Ingegnere di volo 2 | Peggy Whitson, NASA      | Peggy Whitson, NASA      |